# Na osi czasu (album)
Na osi czasu – album Anity Lipnickiej wydany w 2017 roku. Jest to pierwszy koncertowy album wokalistki.
Wydana 14 kwietnia 2017 r. płyta została zarejestrowana w łódzkim klubie „Wytwórnia” 3 grudnia 2016 roku.

## Lista utworów
1. „I wszystko się może zdarzyć” – 6:19
2. „Pocałuj noc” – 4:30
3. „Piękna i rycerz” – 4:38
4. „Wstyd” – 6:23
5. „Tokyo” – 4:20
6. „Ballada dla Śpiącej Królewny” – 5:06
7. „Hen, hen” – 4:03
8. „Rzeko” – 3:52
9. „Zabij mnie” – 4:18
10. „I tylko noce” – 6:53
11. „Trzecia zima” – 4:23
12. „Zanim zrozumiesz” – 4:34
13. „Ptasiek” – 4:31
14. „Mosty” – 4:51
15. „Piosenka Księżycowa” – 3:51

## Twórcy
- Anita Lipnicka – śpiew, gitara akustyczna
- Piotrek Świętoniowski – instrumenty klawiszowe, gitara akustyczna
- Kamil Pełka – gitara basowa
- Bartek Niebielecki – perkusja, cajón
- Bartek Miarka – gitara akustyczna, gitara elektryczna. dobro, ukulele